# Akiko Hayashi
Akiko Hayashi (林 明子, Hayahi Akiko) est une illustratrice japonaise née en 1945 à Tokyo. Elle a illustré Aya et sa petite sœur et Ken, le renard d'Aki.

## Publications
- 2015 : Mon poussin de Kiyoshi Soya  L'École des loisirs
- 2017: Ma cabane de feuilles, de Kiyoshi Soya, L'École des loisirs